# エチルサリン
エチルサリン(ethylsarin)とは、有機リン化合物の一種サリンのアナログ（類縁体）で、サリンのメチル基またはイソプロピル基のどちらかがエチル基になっている物質である。前者がイソプロピルエチルホスホン酸フルオリダート(isopropyl ethylphosphonofluoridate)、後者がエチルメチルホスホン酸フルオリダート(ethyl methylphosphonofluoridate)で、この2種類の物質のどちらを指す事もある。

## イソプロピルエチルホスホン酸フルオリダート
日化辞webとアンソニ・トゥーの論文でエチルサリンとされているのは、エチルホスホノフルオリド酸のイソプロピルエステルである。CAS登録番号は1189-87-3である。
化学兵器として用いられ、化学兵器としての略号はGEである。第二次世界大戦後に開発された。ただし毒性情報はBo Holmstedtによる1報しかなく、それによれば、マウスのLD50は腹腔内投与で0.69 mg/kgで、サリンと同程度とされている。

## エチルメチルホスホン酸フルオリダート

エチルメチルホスホン酸フルオリダート

TOXNET内のChemIDplusでエチルサリンとされているのは、メチルホスホノフルオリド酸のエチルエステルである。CAS登録番号は673-97-2である。EMPFと略される。VX-Gという別名もある。
サリンが人体内で分解されて生成する物質であり、尿中に排泄される。

## オウム真理教裁判
オウム真理教の松本サリン事件と地下鉄サリン事件に関する裁判で、麻原彰晃の弁護団と、土谷正実は、使用された毒ガスはエチルサリンである（オウムのものではない）と主張したことがある。ただし、ここでいうエチルサリンがどちらのものであるかは明確になっていない。
また、地下鉄サリン事件の被害者の尿中からエチルサリン(CAS 673-97-2)が検出されており、これは被害者がエチルサリンを吸入したことを示すものであるとする説が、南正康やカナダ防衛研究所から報告されている。